# 5750 Kandatai
5750 Kandatai este un asteroid din centura principală de asteroizi.

## Descriere
5750 Kandatai este un asteroid din centura principală de asteroizi. A fost descoperit pe 11 aprilie 1991 la Kitami de Atsushi Takahashi și Kazuro Watanabe. Asteroidul prezintă o orbită caracterizată de o semiaxă mare de 2,99 ua, o excentricitate de 0,05 și o înclinație de 9,9° în raport cu ecliptica.